# Rochov
Rochov är en ort i Tjeckien. Den ligger i regionen Ústí nad Labem, i den nordvästra delen av landet, 50 km nordväst om huvudstaden Prag. Rochov ligger 197 meter över havet och antalet invånare är 107.
Terrängen runt Rochov är huvudsakligen platt, men åt nordväst är den kuperad.Runt Rochov är det ganska tätbefolkat, med 67 invånare per kvadratkilometer. Närmaste större samhälle är Litoměřice, 8,3 km norr om Rochov. Trakten runt Rochov består till största delen av jordbruksmark.